# Tripogon subtilissimus
Tripogon subtilissimus är en gräsart som beskrevs av Emilio Chiovenda. Tripogon subtilissimus ingår i släktet Tripogon och familjen gräs. Inga underarter finns listade i Catalogue of Life.